# یامادا ناگاماسا
یامادا ناگاماسا (به ژاپنی: 山田 長政)، (تایلندی: ออกญาเสนาภิมุข؛ ۱۵۹۰ – ۱۶۳۰) یک ماجراجو و فرد نظامی اهل ژاپن بود.